# Dżubb Dżannin
Dżubb Dżannin (arab. جب جنين) – miasto w Libanie, centrum administracyjne dystryktu Kada Al-Bika al-Gharbi, 68 km na południowy wschód od Bejrutu.